# Doněcká lidová republika
Doněcká lidová republika (DLR, rusky Донецкая Народная Республика (ДНР), ukrajinsky Донецька народна республіка (ДНР)) byla většinou zemí světa neuznaný separatistický loutkový kvazistát, vyhlášený na území ukrajinského regionu Doněcká oblast. Za Doněckou lidovou republiku separatisté oblast prohlásili 7. dubna 2014 jako reakci na převrat na Ukrajině. Ukrajinská vláda tyto separatisty označila od počátku jako teroristickou organizaci a vede proti nim vojenskou operaci. Podle vyjádření NATO poskytuje Rusko separatistickým republikám LLR a DLR kromě materiální také vojenskou pomoc, což Rusko do února 2022 popíralo. Žádný členský stát OSN Doněckou lidovou republiku až do února 2022 neuznával a DLR byla uznávána jen samozvanou Luhanskou lidovou republikou a Jižní Osetií, která sama je uznána pouze Ruskem. Dne 21. února 2022 uznalo jako první člen OSN Doněckou i Luhanskou lidovou republiku Rusko. Uznání DLR Ruskem bylo podpořeno pouze Běloruskem, Venezuelou, Nikaraguou, Nauru, a Súdánem. Sýrie a KLDR pak DLR, a také LLR, rovněž přímo uznaly. Ruská federace nicméně již od roku 2017 uznávala doklady a úřední dokumenty vydané oběma republikami.
DLR v roce 2014 deklarovala s Luhanskou lidovou republikou vytvoření společné konfederace nazývající se Novorusko. Dohoda byla podepsána 24. května 2014 v Doněcku Alexandrem Borodajem, předsedou samozvané doněcké vlády, a Alexejem Karjakinem, předsedou luhanského parlamentu. O rok později (květen 2015) byla tato konfederace zrušena z důvodu neslučitelnosti s mezinárodními minskými dohodami. Název nového státu měl odkazovat na tzv. „Nové Rusko, historické označení území, které bylo na konci 18. století kolonizováno Ruskou říší po ovládnutí řídce osídlené stepní oblasti tzv. Divokých polí.
Doněcká lidová republika do roku 2022 zaujímala přibližně jihovýchodní třetinu Doněcké oblasti, jde ale o její hustěji osídlenou část, která zahrnuje tři z pěti největších měst (Doněck, Makijivka a Horlivka). Podle oficiálních údajů žilo na tehdejším území DLR dva a čtvrt milionu obyvatel. Od začátku ruské invaze na Ukrajinu kontroluje k červenci 2022 DLR asi šest desetin nárokovaného území.
Dne 21. února 2022 ruský prezident Vladimir Putin oznámil, že Ruská federace uzná DLR jako nezávislý stát. Ještě téhož dne Putin podepsal dekret o uznání jak DLR tak LLR. Zároveň ohlásil „mírovou misi“ Ruska na Donbasu, jež ve skutečnosti představovala útok ruských vojsk na severní a východní Ukrajinu. Následujícího dne ratifikovala ruská Duma toto uznání a parlamenty obou zemí také smlouvu „o přátelství a vzájemné pomoci“ podle „kosovského scénáře“ a precedentu rozhodnutí MSD, dle kterého „vyhlášení nezávislosti ze strany Kosova není porušením mezinárodního práva, protože mezinárodní právo nezakazuje vyhlášení nezávislosti." 30. září 2022 se stala Doněcká lidová republika spolu s dalšími třemi regiony Ukrajiny součástí Ruské federace na základě referenda o připojení k Rusku podobně jako Krymská republika v roce 2014. Výsledky referend a jejich průběh byly mezinárodně zpochybňovány.

## Historie

### Republika separatistů

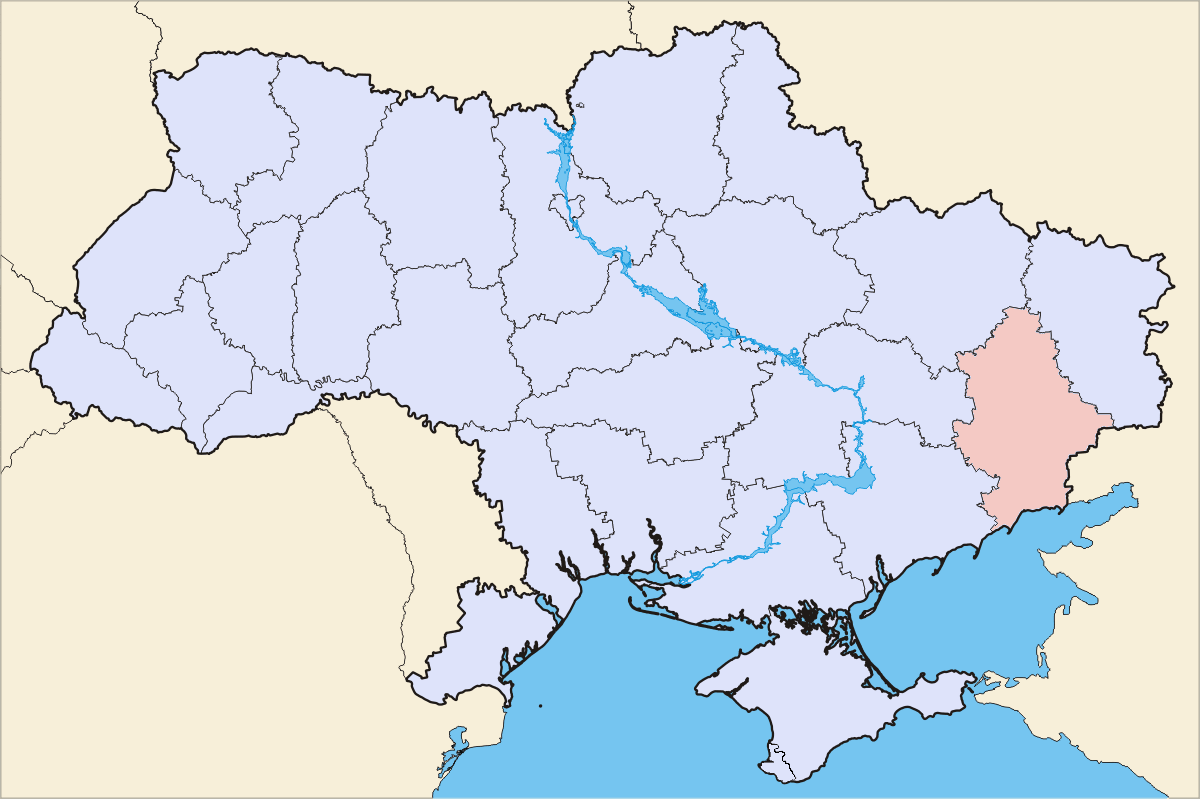
Mapa Doněcké oblasti v rámci Ukrajiny

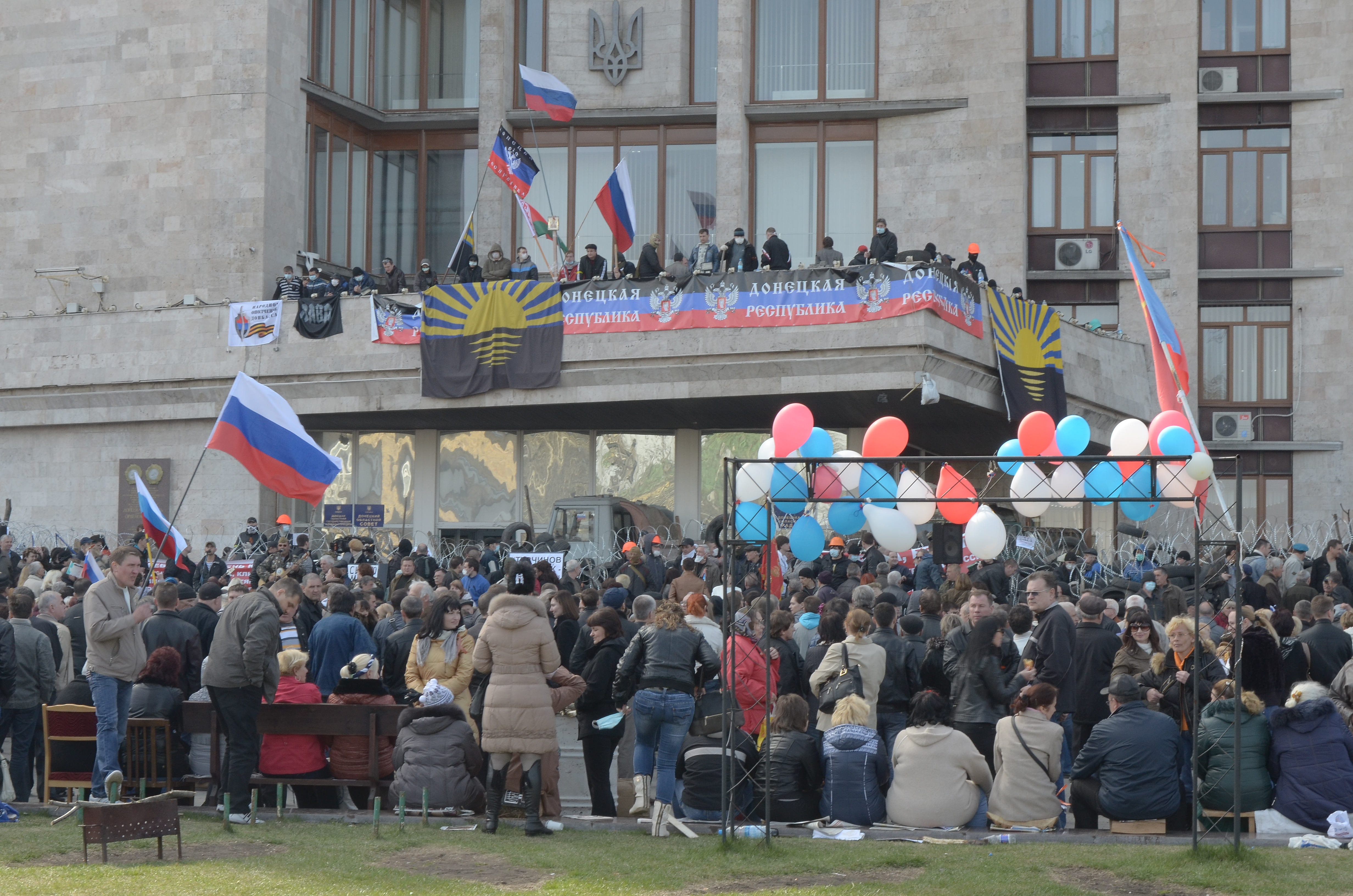
Obsazení budovy doněcké oblastní správy protestujícími 7. března 2014

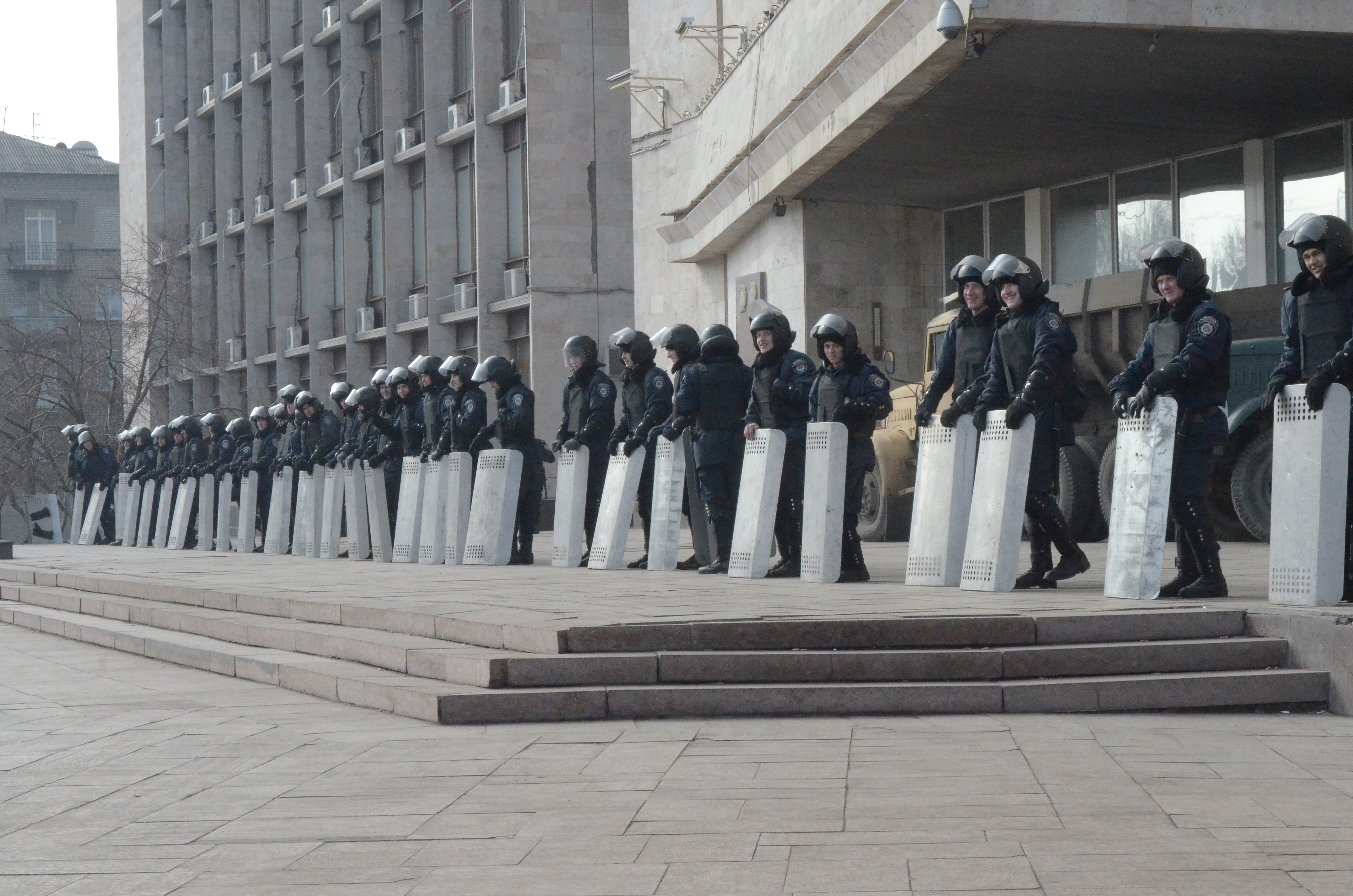
Pořádkové jednotky ukrajinské policie strážící budovu 7. března 2014

Proruští demonstranti ustanovili nový orgán, jímž se stala Doněcká lidová rada, která 7. dubna 2014 ve 12:20 místního času odhlasovala zformování nového nezávislého státu. Rovněž pověřila oblastní správu, aby vykonávala veškeré aktivity spojené s fungováním nezávislé republiky.
Nová samozvaná vláda ohlásila, že do 11. května vyhlásí referendum o připojení k Rusku a varovala Ukrajinu, aby se nepokoušela zasáhnout, jinak požádá Rusko o nasazení mírových sborů. Republika se nachází na východě Ukrajiny u hranic s Ruskem a proklamuje stejné hranice jako oficiální Doněcká oblast, kterou uznává celý svět jako součást Ukrajiny. O den později 8. dubna Výbor vlasteneckých sil Donbasu vyhlášení nezávislosti stáhl. Dle ukrajinských novin Vesti.ua však tato organizace nemá nic společného s Doněckou lidovou radou, která republiku vyhlásila, ale naopak se jedná o proukrajinskou organizaci, usilující o jednotu Ukrajiny. Vyhlášení nezávislosti je tak stále v platnosti. Republika nezískala v regionálních zastupitelstvech ani organizacích podporu a zůstala omezená pouze na obsazenou radnici, kde se její přívrženci zabarikádovali. V sobotu 12. dubna byly v Doněcku demonstranty obsazeny 2 policejní stanice poté, co se k demonstrantům přidaly pořádkové síly vyslané na obranu těchto budov. Tentýž den obsadila „doněcká milice“ radnice, budovu tajné služby SBU a policejní stanice ve Slavjansku, Kramatorsku, Družkivce, Lymanu a následujícího dne i v Jenakijevu a v Mariupolu. V Jenakijevu opustili ozbrojenci všechny budovy bez boje dne 20. dubna 2014.
Dne 11. května se v Doněcké oblasti, navzdory nesouhlasu kyjevské vlády, uskutečnilo referendum o tom, zda by region měl zůstat součástí Ukrajiny anebo být samostatný. Přes 90 procent lidí se vyslovilo pro samostatnost. Hlasovalo se také v Luhanské oblasti. Referenda kyjevská vláda neuznala a stejně se k nim postavil i Západ.[zdroj?]
Dne 24. května podepsali zástupci Luhanské lidové republiky a Doněcké lidové republiky dohodu o spojení a vytvoření státního útvaru „Nové Rusko“. Dne 14. září 2014 proběhly v oblasti Doněcké republiky volby, byl použit poměrný volební systém.

### Válečné zločiny

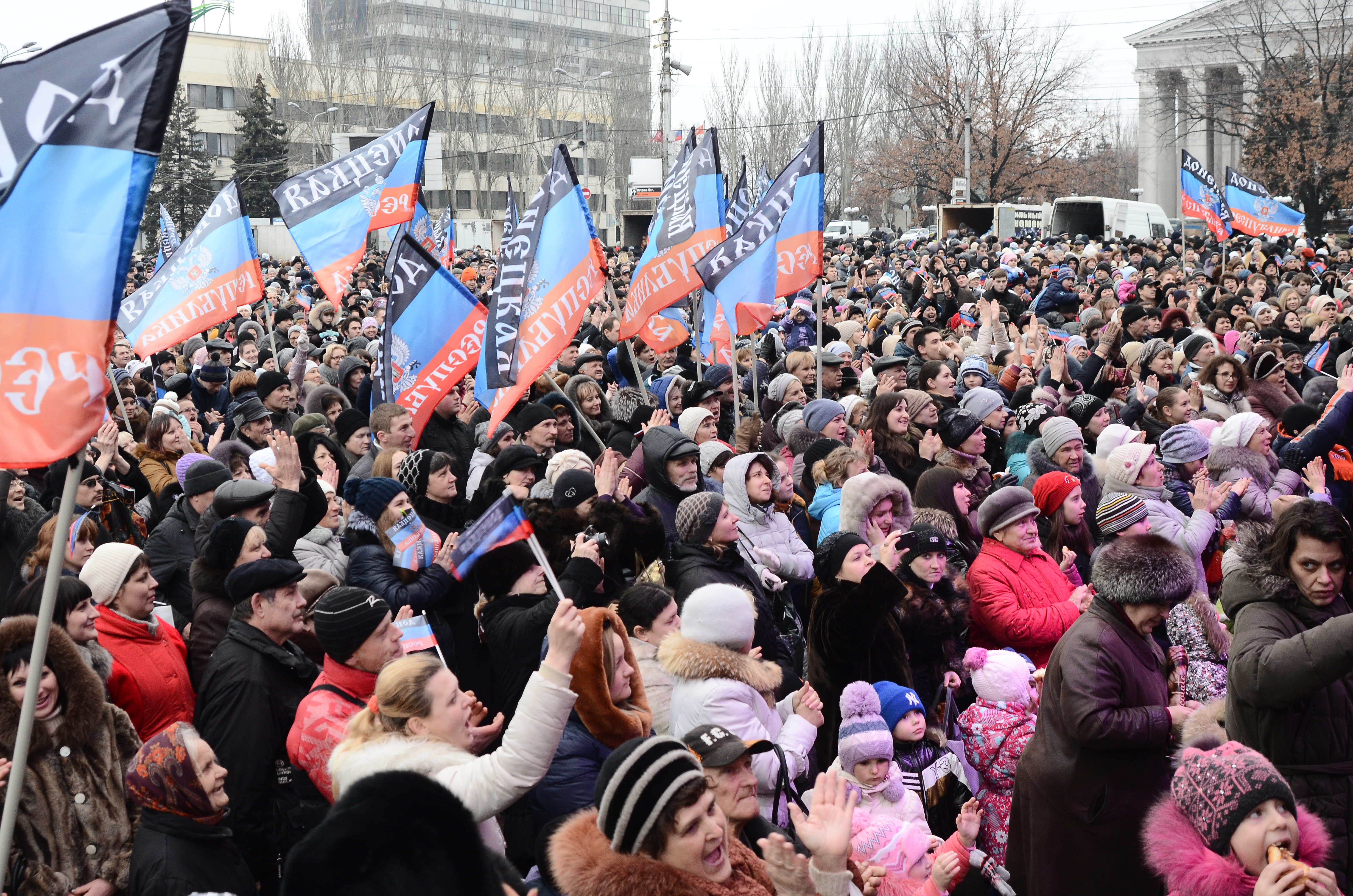
Manifestace obyvatel Doněcku na podporu DLR, 20. prosince 2014

Dne 24. ledna 2015 se separatisté z DNR podle dostupných informací pokusili o ofenzivu na přístavni město Mariupol, při bombardování raketami Grad zabili přes 30 lidí a 93 zranili.
Ruská federace v Radě bezpečnosti OSN jako jediná zablokovala přijetí prohlášení, které odsuzovalo bombardování Mariupolu.

### Falešné letáky o povinné registraci Židů
Dne 16. dubna 2014 přinesl izraelský deník Jedi'ot achronot zprávu o tom, že jsou v Doněcku distribuovány letáky podepsané předsedou separatistické vlády Děnisem Pušilinem, vyzývající členy místní židovské komunity starší šestnácti let k registraci na oblastním úřadě, uhrazení poplatku 50 dolarů a předložení soupisu majetku. Ti, kteří se nařízení nepodřídí, budou údajně ze země vyhnáni. Pušilin však odmítl, že by se na vydání letáku podílel on nebo Doněcká lidová republika. Doněcký vrchní rabín Pinchas Višedski prohlásil, že daný leták je podvrh, který měl zdiskreditovat Doněckou lidovou republiku.

### Uznání Ruskem

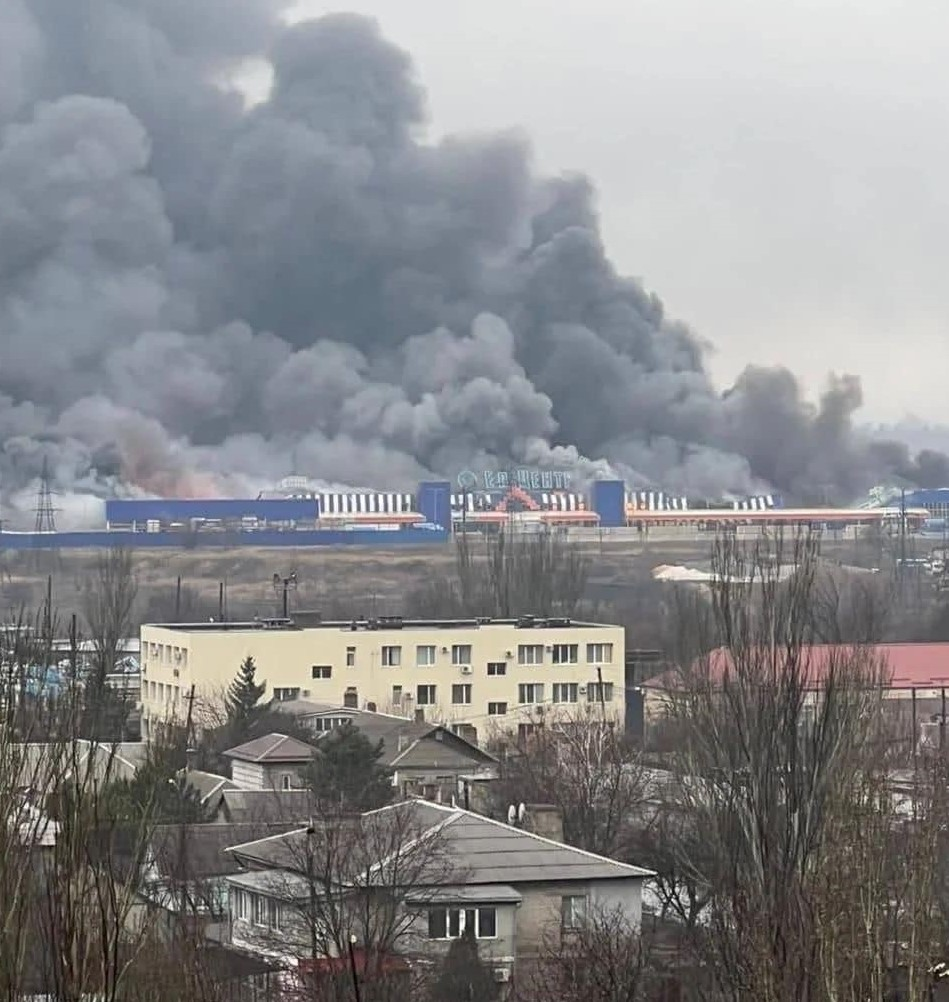
Bombardování Mariupolu Ruskými ozbrojenými silami

Ruský prezident Vladimir Putin 21. února 2022 oficiálně uznal nezávislost DLR a LLR a nařídil ruským vojskům vstoupit na jejich území, pod označením mírové mise. Tímto fakticky začala Válka na Ukrajině o zbytek Doněcké oblasti ovládané Ukrajinou, která stále trvá a vedou se v ní tvrdé boje, při nichž už zemřely tisíce civilistů a vojáků. Nejvíce byl válkou poničen přistav Mariupol, který se stal symbolem utrpení v této válce a kde se do května 2022 bránili vojáci z pluku Azov.
V červnu 2022 byly DLR a LLR uznány také Sýrií a v červenci 2022 Severní Koreou.

### Připojení k Ruské federaci
Dne 30. září 2022 rozhodl ruský prezident Vladimir Putin na základě hlasování obyvatelstva Doněcké a Luhanské lidové republiky a také Záporožské a Chersonské oblasti o připojení tohoto území k Rusku. Vycházel při tom z referend konaných v době od 23. do 27. září 2022. Tuto anexi stejně jako referenda mnohé státy neuznaly a vyjádřily svoji podporu Ukrajině.

## Vedení republiky

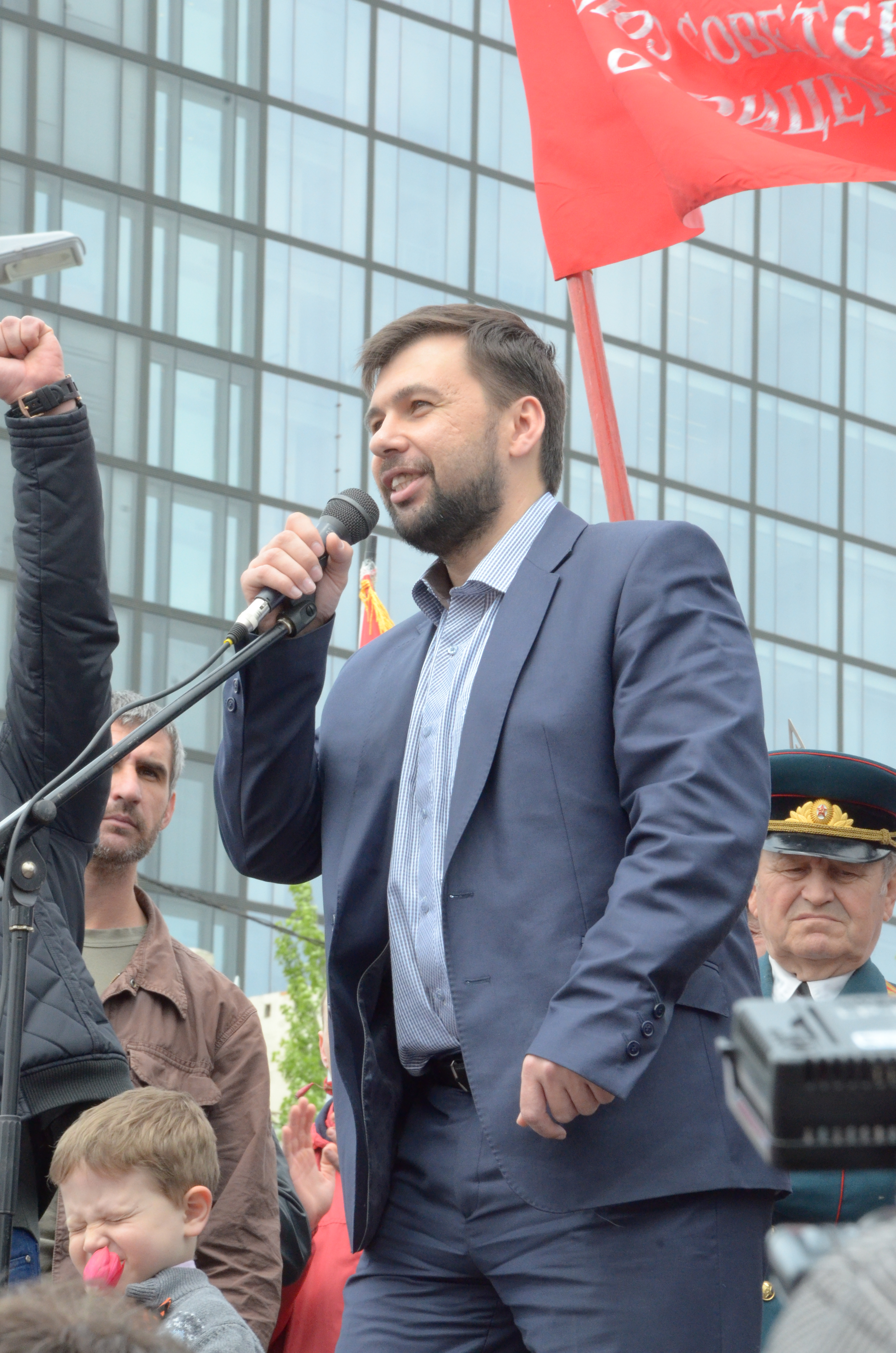
Děnis Pušilin během Dne vítězství 9. května 2014

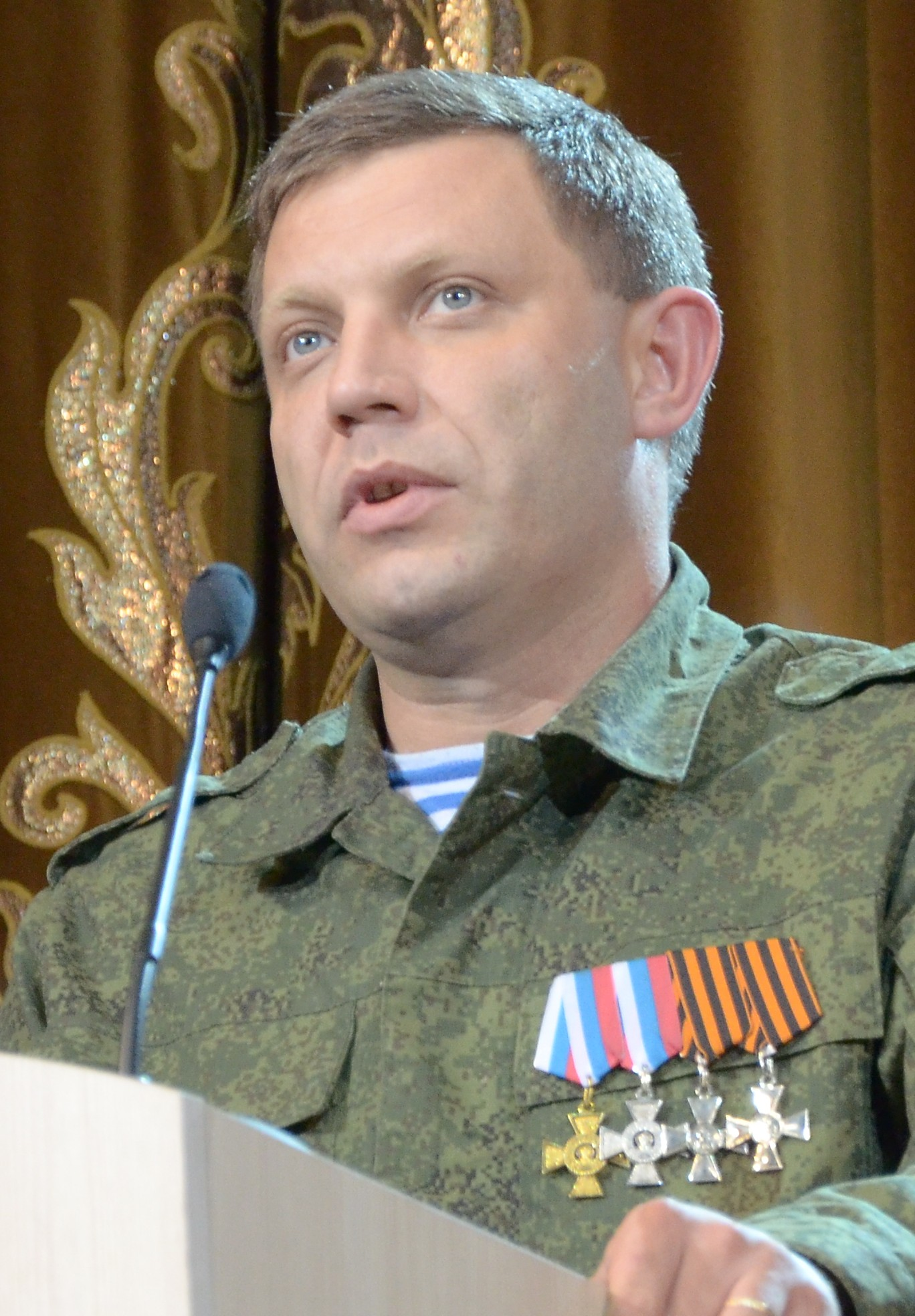
Alexandr Zacharčenko

### Vedení samozvané republiky
- Děnis Vladimirovič Pušilin – od 15. května 2014 předseda předsednictva Nejvyššího sovětu, od 7. dubna 2014 spolupředseda prozatímní vlády[38]
- Miroslav Ruděnko – spolupředseda prozatímní vlády a zástupce velitele lidové domobrany[39]
- Alexandr Borodaj – předseda vlády od 16. května 2014[40]
- Andrej Purgin – první místopředseda vlády od 16. května 2014[40]
- Igor Ivanovič Strelkov – velitel Lidové domobrany Donbasu, velitel ozbrojených sil Doněcké lidové republiky,[41] ministr obrany a hlava rady bezpečnosti od 15. května do 14. srpna 2014[42]. Bývalý dlouholetý příslušník ruské kontrarozvědky FSB a vojenské rozvědky GRU.

### Vedení v rámci federativního státu
- Pavel Gubarev – lidový gubernátor
- Děnis Vladimirovič Pušilin – předseda rady
- Alexandr Zacharčenko – premiér, od 4. listopadu 2014 do 31. srpna 2018
- Vladimir Kononov – vrchní velitel ozbrojených sil po rezignaci vrchního velitele Igora Strelkova-Girkina 14. srpna 2014

## Armáda

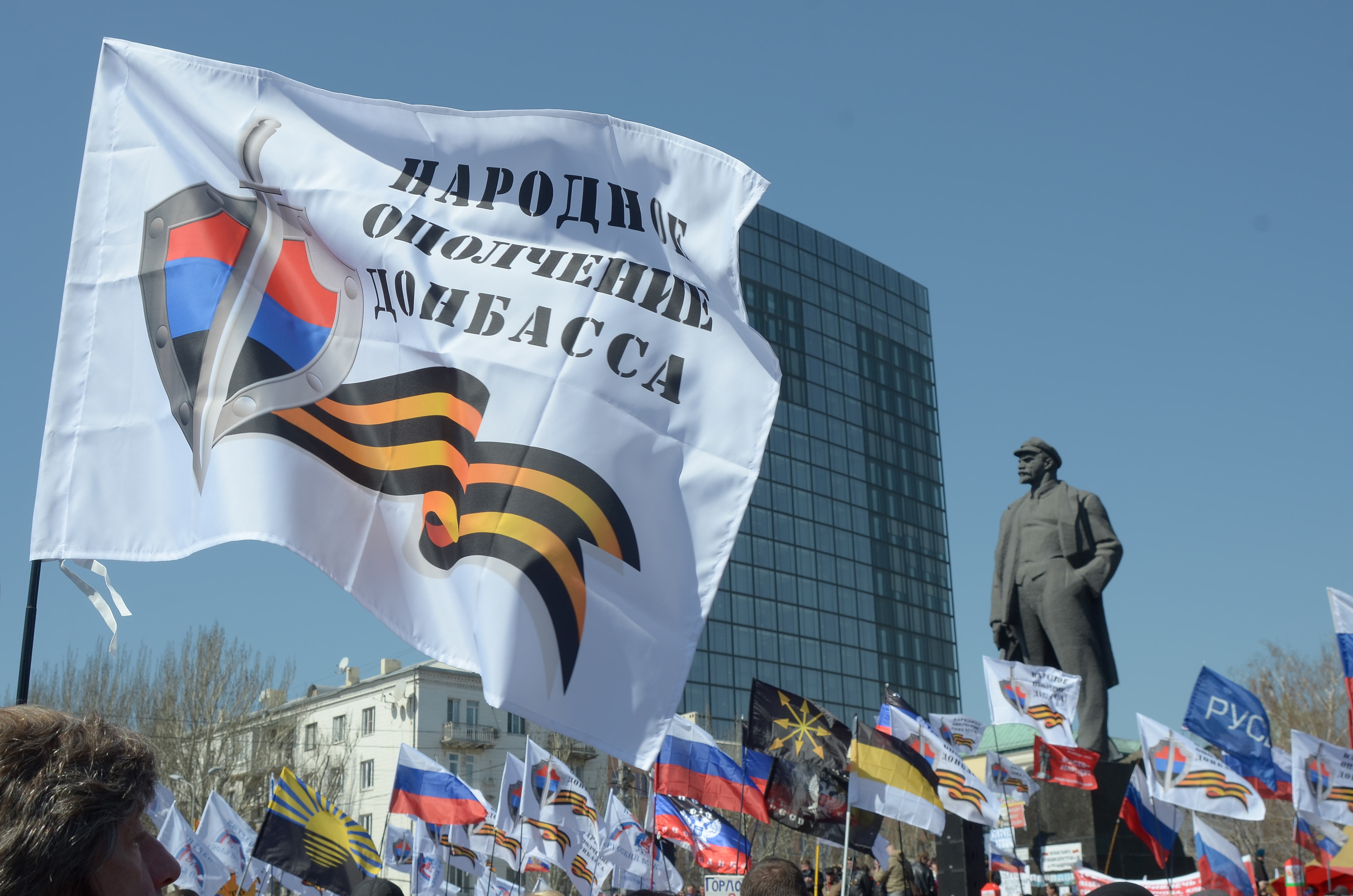
Shromáždění domobrany Donbasu, 6. duben 2014
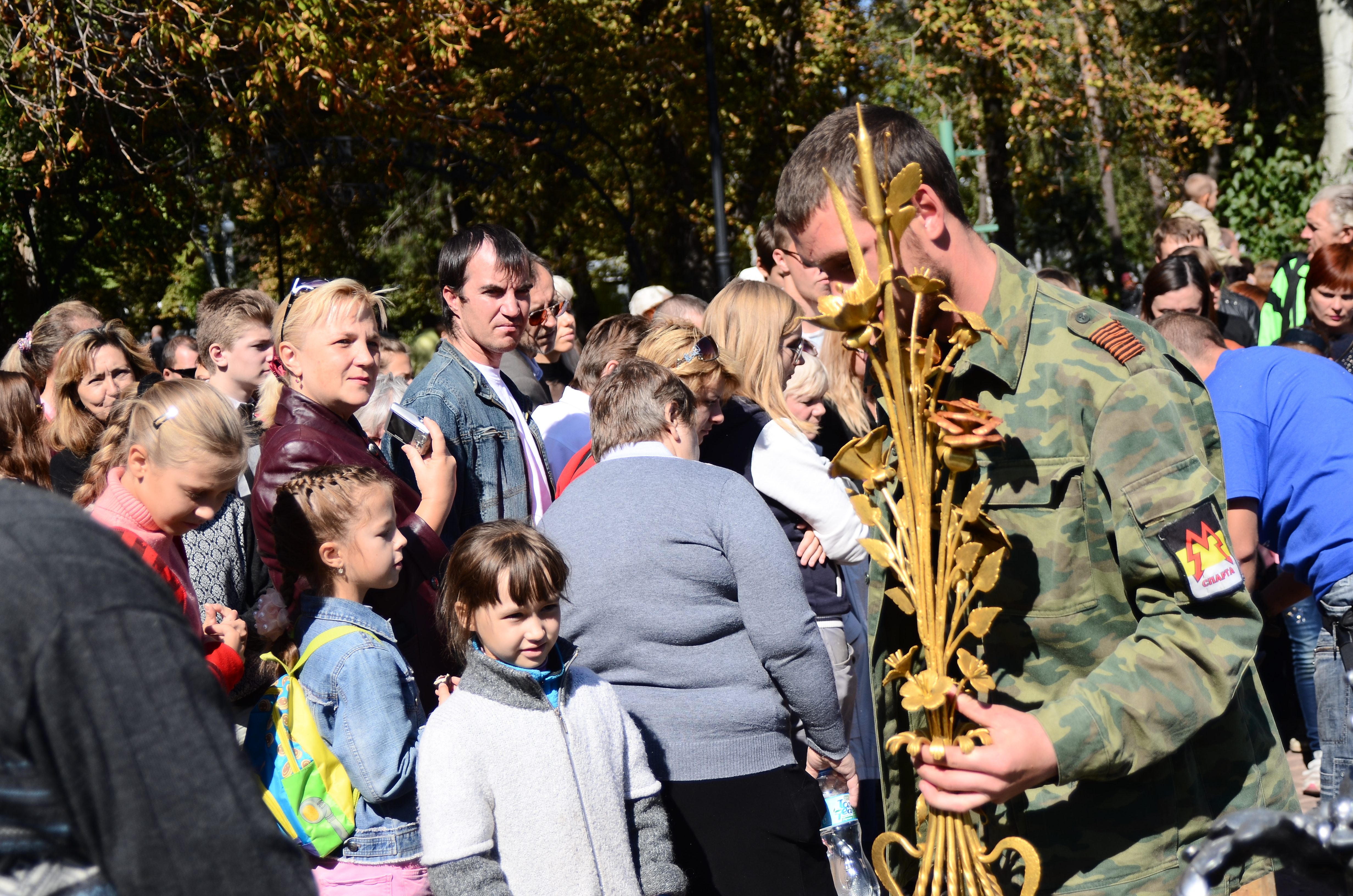
Vojáci v Doněcku s označením Batalionu Sparta, září 2014
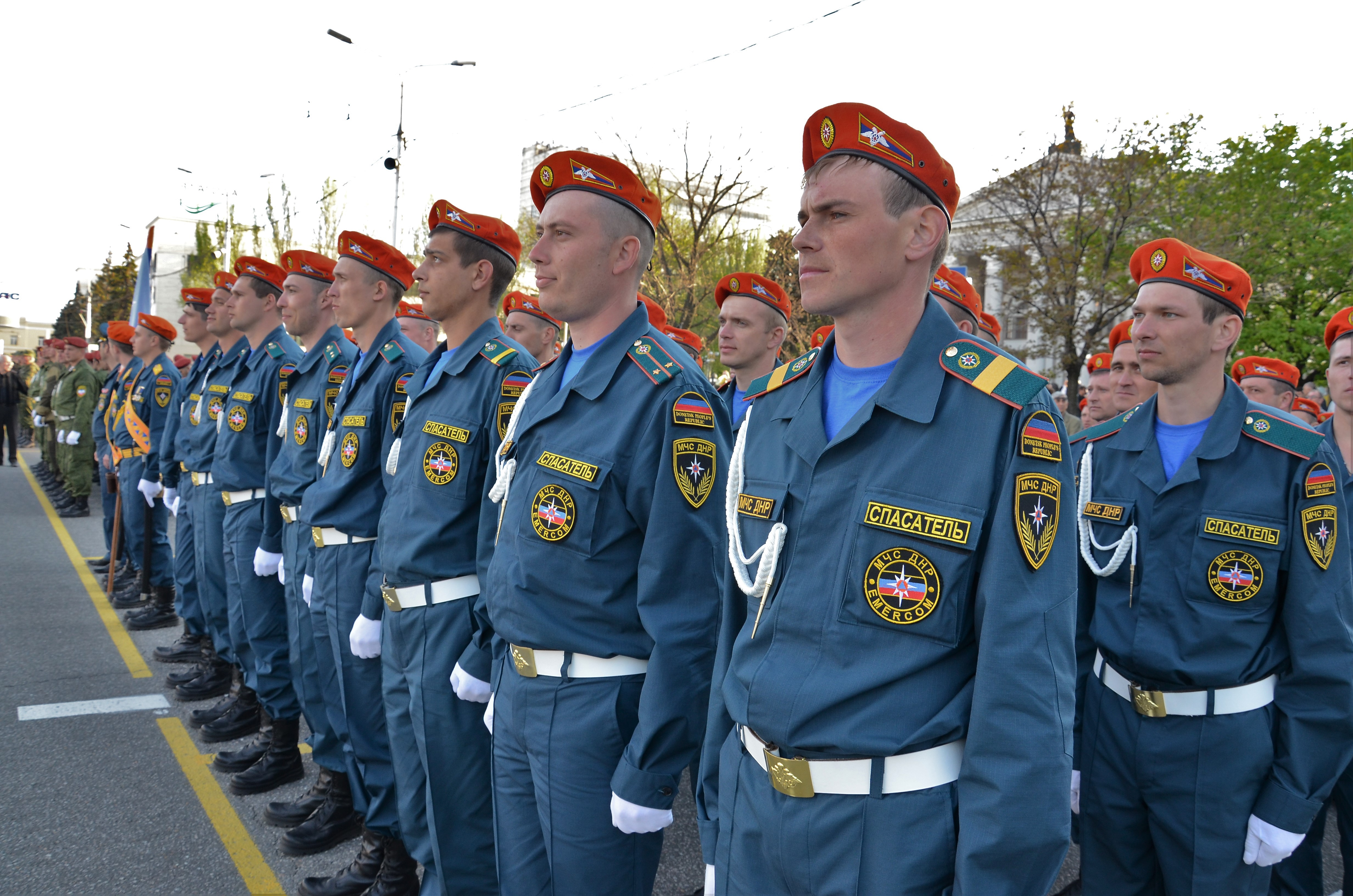
Pohotovostní služby Doněcké lidové republiky 5. května 2015
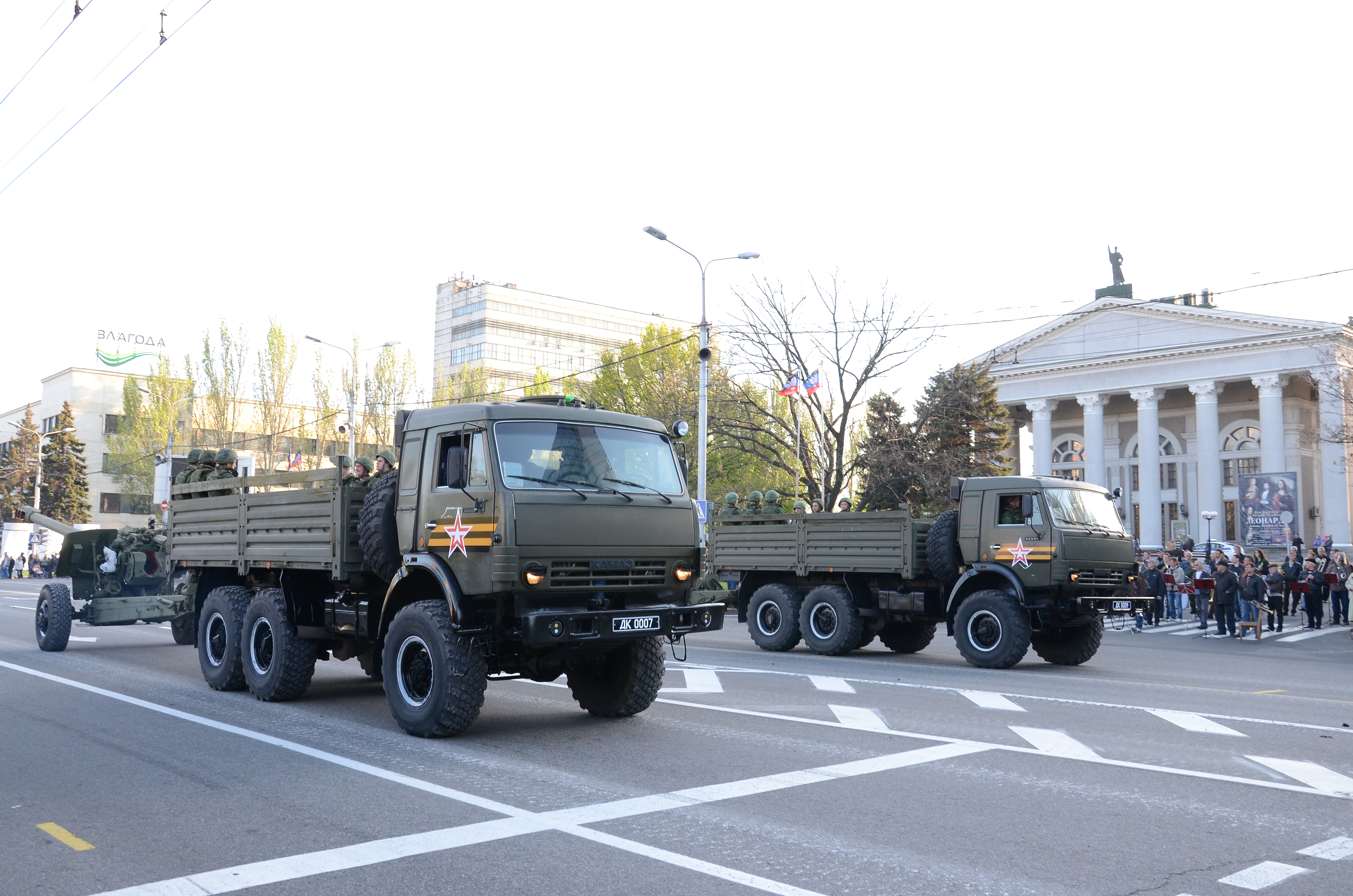
Armádní technika na vojenské přehlídce v Doněcku

### Struktura

Mapa oblasti ovládané Doněckou lidovou republikou (do 2022)

Uvedeny jsou jen ty ozbrojené oddíly separatistů, které působí v rámci Doněcké lidové republiky.
| - Lidová domobrana Donbasu - Batalion „Sever“ (rusky Батальон «Север») – neoficiální - 1. Slavjanská brigáda - Vlastenecké síly Donbasu (rusky Патриотические Силы Донбасса) - Brigáda Východ – původně prapor Východ, povýšený na brigádu, jejím velitelem je Alexandr Chodakovskij[zdroj⁠?!] a je tvořena převážně cizími dobrovolníky z různých postsovětských zemí[zdroj⁠?!] - Svarogův batalion – batalion utvořený vyznavači Rodné víry, novopohanského hnutí rekonstruujícího náboženství starých Slovanů, nyní je útvar součástí Vostocké brigády - Esence času (rusky Суть времени) – vojenská divize nacionálního-komunistického stejnojmenného hnutí, podílela se na obsazení Doněckého letiště - Batalion Oplot (rusky Батальон Оплот) - oddíl[zdroj⁠?!] vedený Alexandrem Zacharčenkem - Vlajka Ruské pravoslavné armády Ruská pravoslavná armáda (rusky Русская Православная Армия) – jedna z ozbrojených skupin ovládajících Doněck[zdroj⁠?!] - Batalion Sparta (rusky Батальон Спарта) – též známa jako „Motorolova divize“,[zdroj⁠?!] speciální oddíly vedené Arsenijem Pavlovem („Motorolou“) skládající se převážně z Rusů[zdroj⁠?!] s moderní vojenskou technikou[zdroj⁠?!] - 1. Samostatný batalion-taktická jednotka „Somalia“ (rusky Батальон Сомали) – nezávislý taktický oddíl[zdroj⁠?!] - Republikánská garda DLR (rusky Республиканская гвардия ДНР) - Mezinárodní brigáda „Pjatnaška“ - Batalion „Diesel“ (rusky Батальон «Дизель») - Posílený pravoslavný batalion „Východ“ neboli Batalion „Východ“ (rusky Батальон «Восход») - Hornická divize (rusky Шахтёрская дивизия) – jednotky skládající se z bývalých horníků - Batalion Kalmius (rusky Батальон Кальмиус) – speciální oddíly vedené Sergejem Petrovským - Batalion „Step“ (rusky Батальон «Степь») - Batalion bezpečnostní služby DLR (rusky Батальон службы безопасности Донецкой народной республики) - Mariupolsko-chinganská námořní pěchota - nezávislé jednotky Doněcké lidové republiky - Mezinárodní bataliony[zdroj⁠?!] – zahrnující dobrovolníky původem ruské, čečenské, osetinské, polské, maďarské, srbské, lotyšské, běloruské, uzbecké, francouzské, italské, španělské, arménské, židovské a mnoho dalších. - Jednotka Jovan Šević (rusky Отряд Йован Шевич) – jednotka srbských četniků vedená Bratislavem Živkovićem - Pravoslavný úsvit (bulharsky Православна Зора) - Legie svatého Štěpána (Legie svatého Istvána, rusky Легион Святого Иштвана) – maďarská podskupina mezinárodních batalionů - Batalion „Smrt“ (rusky Батальон «Смерть») – skupina čečenských dobrovolníků - Batalion „Varjag“ (rusky Батальон «Варяг») - Dobrovolnické oddíly Ruské národní jednoty |

## Symboly Doněcké lidové republiky

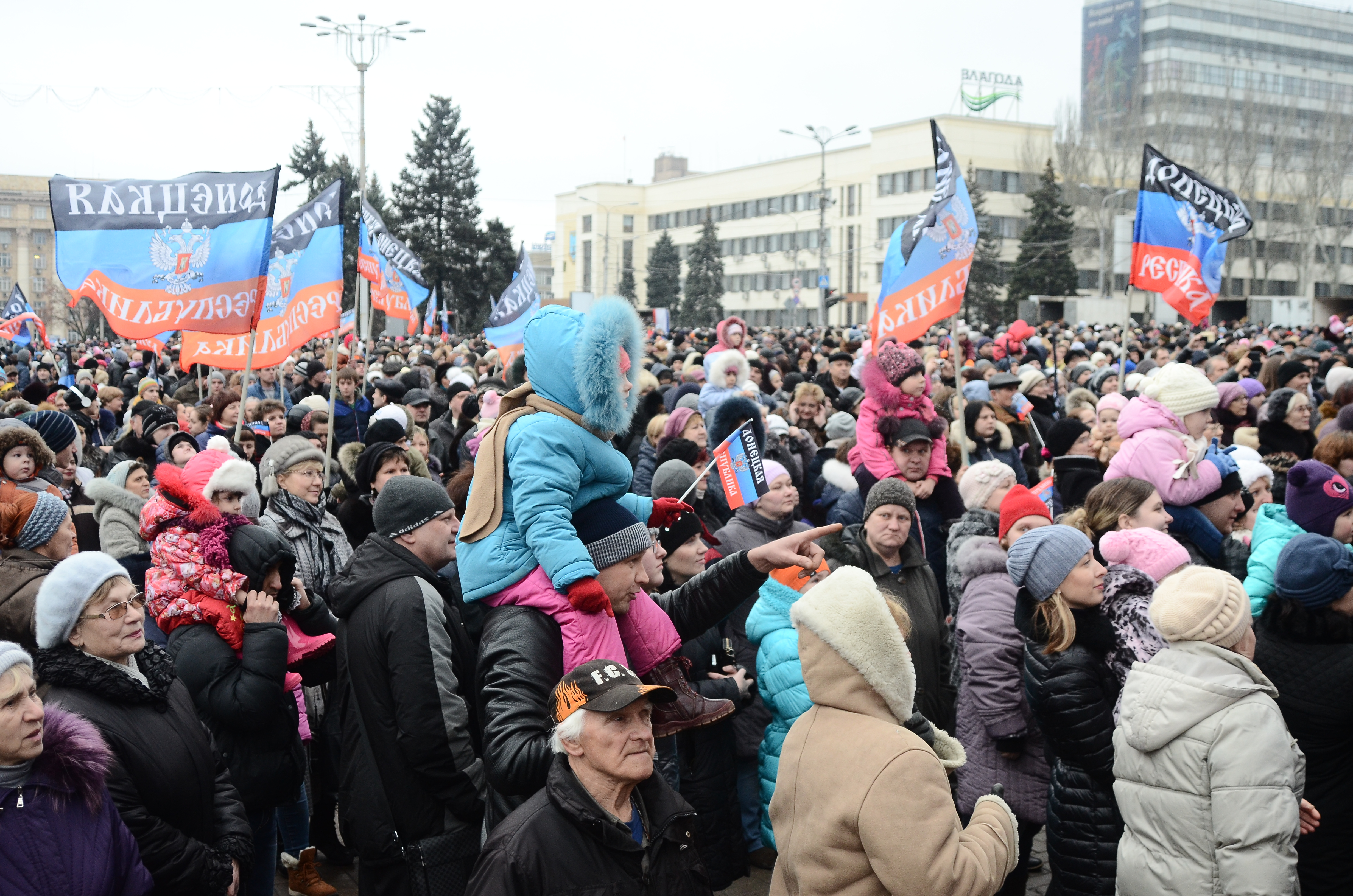
Politické shromáždění v DLR

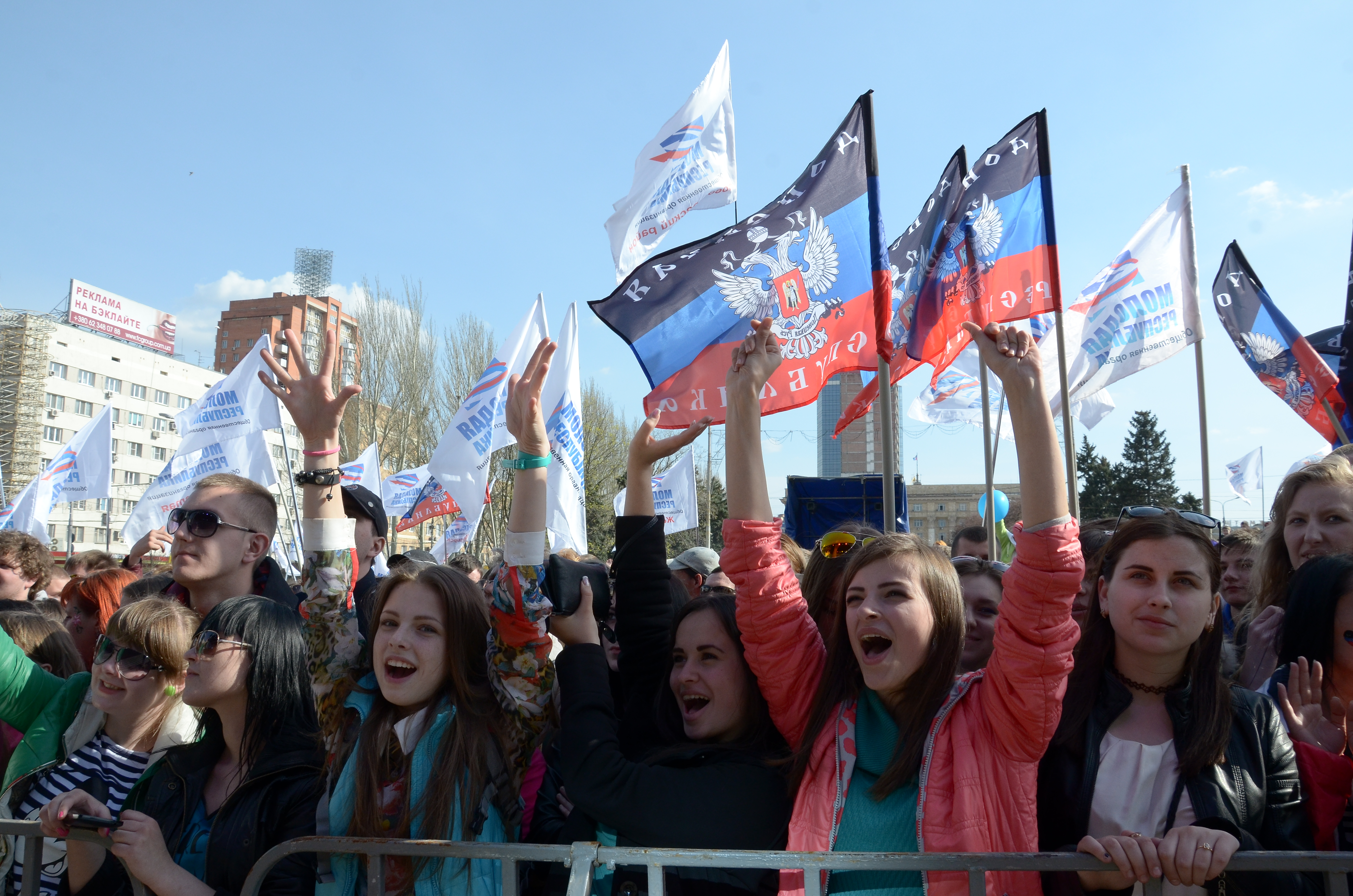
Návštěvníci koncertu v Doněcku s vlajkami DLR, duben 2015

Další informaci naleznete v článku: Státní symboly lidových republik v Donbasu

### Současné

Vlajka Doněcké lidové republiky
Druhá vlajka Doněcké lidové republiky
Znak Doněcké lidové republiky
Vlajka Novoruska a novoruských ozbrojených sil

### Původní

Původní vlajka Doněcké lidové republiky a stejnojmenné organizace
Jiná verze vlajky organizace DLR
Vlajka DLR bez nápisu
Původní verze znaku DLR
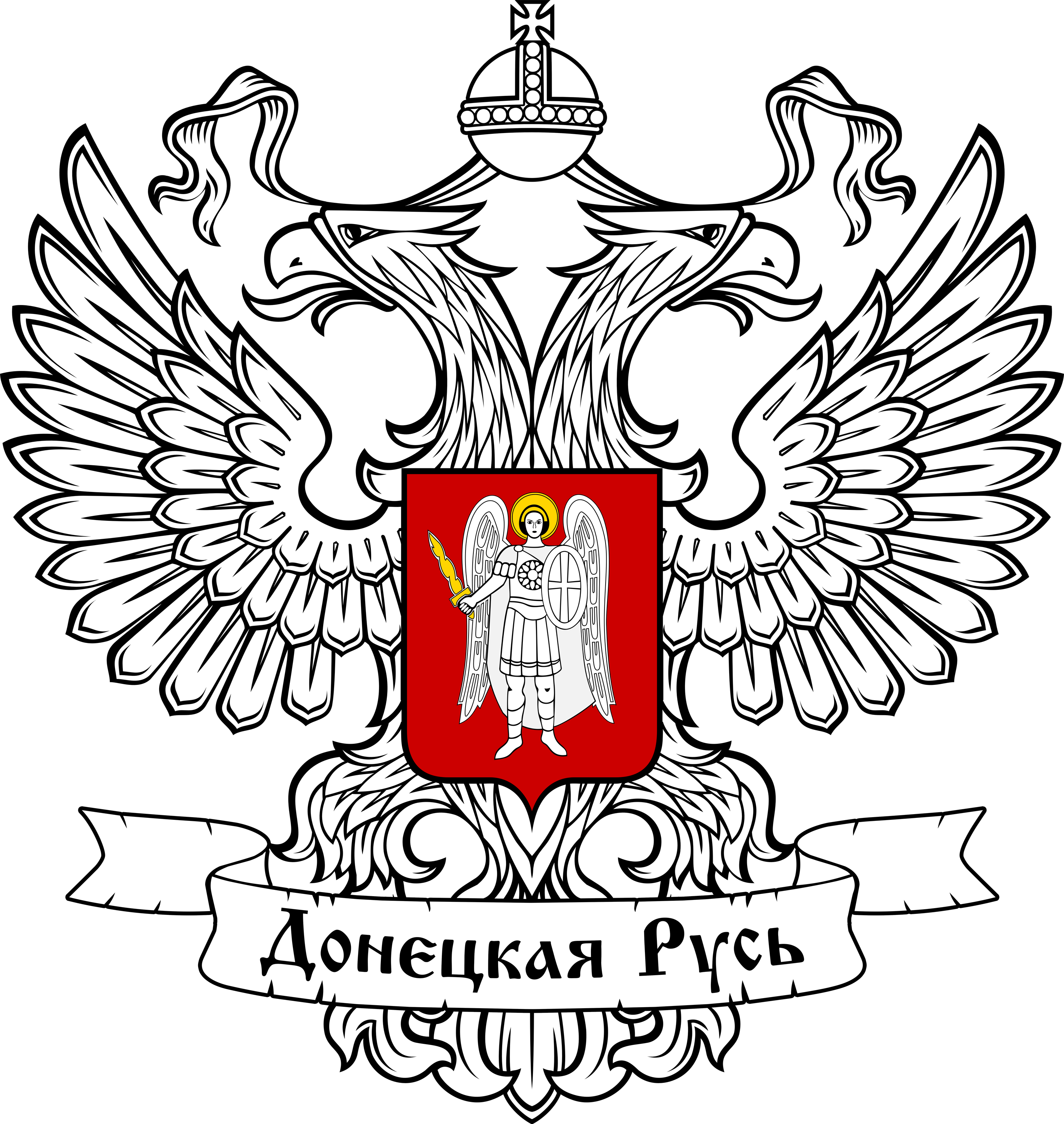
Pozměněná verze znaku DLR